# LiveAndWell.com
LiveAndWell.com är ett limiterat livealbum av David Bowie, utgivet 1999. Albumet kunde ej köpas kommersiellt utan var endast tillgängligt för betalande medlemmar på BowieNet. Albumet består av låtar från 1997 års Earthling-turné. En andra utgåva släpptes 2000 innehållande fyra remixer.

## Låtlista
Skiva ett
1. "I'm Afraid of Americans" - 5:14
2. "The Hearts Filthy Lesson" - 5:37
3. "I'm Deranged" - 7:12
4. "Hallo Spaceboy" - 5:12
5. "Telling Lies" - 5:14
6. "The Motel" - 5:49
7. "The Voyeur of Utter Destruction (as Beauty)" - 5:48
8. "Battle for Britain (The Letter)" - 4:35
9. "Seven Years in Tibet" - 6:19
10. "Little Wonder" - 6:19

Skiva två (remixer)
1. "Fun (Dillinja mix)" - 5:52
2. "Little Wonder (Danny Saber Dance mix)" - 5:32
3. "Dead Man Walking (Moby mix 1)" - 7:32
4. "Telling Lies (Paradox mix)" - 5:11

## Medverkande musiker
- David Bowie - Sång, gitarr
- Reeves Gabrels - Gitarr
- Gail Ann Dorsey - Bas, sång, keyboards
- Zachary Alford - Trummor
- Mike Garson - Keyboards, synthesizer, piano